# Manuel DeLanda
Manuel DeLanda, también conocido como Manuel De Landa o Manuel de Landa (Ciudad de México, 1952), es un escritor, artista y filósofo mexicano radicado en Nueva York. Ha escrito abundantemente sobre dinámicas no lineales, teorías de autoorganización, vida e inteligencia artificial (A.I), teoría del caos, arquitectura e historia de la ciencia.
Durante las últimas tres décadas, su labor intelectual ha consistido principalmente en coordinar la filosofía del filósofo francés Gilles Deleuze con las teorías de la complejidad y organizaciones y las teorías de la información, para ofrecer una aproximación realista y materialista al conocimiento de la realidad a través de una teoría general del ensamblaje. Junto a Graham Harman, es uno de los precursores del realismo poscontinental, específicamente en su vertiente próxima al realismo especulativo.

## Biografía intelectual
En 1975, Manuel DeLanda llegó a la Ciudad de Nueva York para estudiar cine. Al tercer año de carrera, logró que sus películas fuesen exhibidas en la Bienal del Museo Whitney de Arte Estadounidense. Posteriormente, en 1979, uno de sus cortos fue elegido para el Festival de Cine de Nueva York. Sin embargo, decidió dejar la carrera por las exigencias de tiempo que esta conllevaba.
En 1980 se interesó por la informática. Decidido a reinventarse, adquirió una Cromemco de 64k, la cual debía ser previamente ensamblada para su uso, hecho que le llevó a interiorizarse en el conocimiento de las computadoras. Al no haber software disponible para la máquina, DeLanda comenzó a interesarse en la programación, iniciando en Basic para luego continuar en Pascal. Fue mediante tecnología computacional que comenzó a elaborar arte digital, volviéndose un experto:

Para 1985 logró crear un programa de animación en tercera dimensión para la IBM que permitía hacer “cambios de cámara” y otros efectos. Por esa época comenzó a hacer dibujos con plotter, los cuales exhibió en 1986 en una galería del East Village y con ellos abandonó el arte, aunque durante quince años hizo secuencias de animación en computadora para anuncios.
Naief Yehya

Estas dos etapas de su vida, en adición a su interés por las matemáticas y la filosofía francesa (particularmente de Deleuze y Foucault), lo impulsaron finalmente a dedicarse a la filosofía. Más concretamente, fue en 1983 cuando dejó de hacer películas para "dedicarse a la programación informática, la escritura, la enseñanza y la filosofía".
Su carrera como intelectual despuntaría en mayo de 1981, fecha en la que da su conferencia titulada Wittgenstein at the Movies (Wittgenstein en el cine) en Cinema Histories, Cinema Practices I, evento organizado por la Universidad del Sur de California, conferencia que luego fue publicada en 1984; y entre 1986 y 1989 escribió su libro War in the Age of Intelligent Machines (La guerra en la era de las máquinas inteligentes), texto en el que revisó la cada vez más importante presencia de la inteligencia artificial en el ambiente bélico, agenciamiento no-humano que termina - aunque sea limitadamente - desplazando al ser humano del centro del panorama armamentístico. Más tarde, en 1997, publica A Thousand Years of Nonlinear History (Mil años de historia no lineal), en donde elabora un profundo estudio del desenvolvimiento de procesos materiales en clave no teleológica, proponiendo una nueva filosofía de la historia que entienda a los entes individuales como resultados de una "síntesis histórica" concreta, siendo su centro de atención en este texto los ámbitos geológicos, biológicos y lingüísticos de la realidad. A partir de aquí, y contrariando al antropocentrismo y al idealismo reinante a finales del siglo XX (siendo su encarnación paradigmática la posmodernidad filosófica), la producción intelectual de Manuel DeLanda se verá profundamente marcada por la defensa del realismo y el materialismo. 
Manuel DeLanda ha impartido clases en la Escuela de Arquitectura de la Universidad de Princeton (donde fue becario del Instituto de Estudios Avanzados en 2000/01), en el programa de posgrado de Arquitectura y Diseño Urbano del Instituto Pratt y en la Escuela de Diseño de la Universidad de Pensilvania, entre otros. Actualmente, DeLanda es profesor de la Escuela de Graduados de la Universidad de Columbia en Nueva York en el área de arquitectura y es titular de la Cátedra Gilles Deleuze en la European Graduate School en Saas-Fee, Suiza.

## Etapa cinematográfica

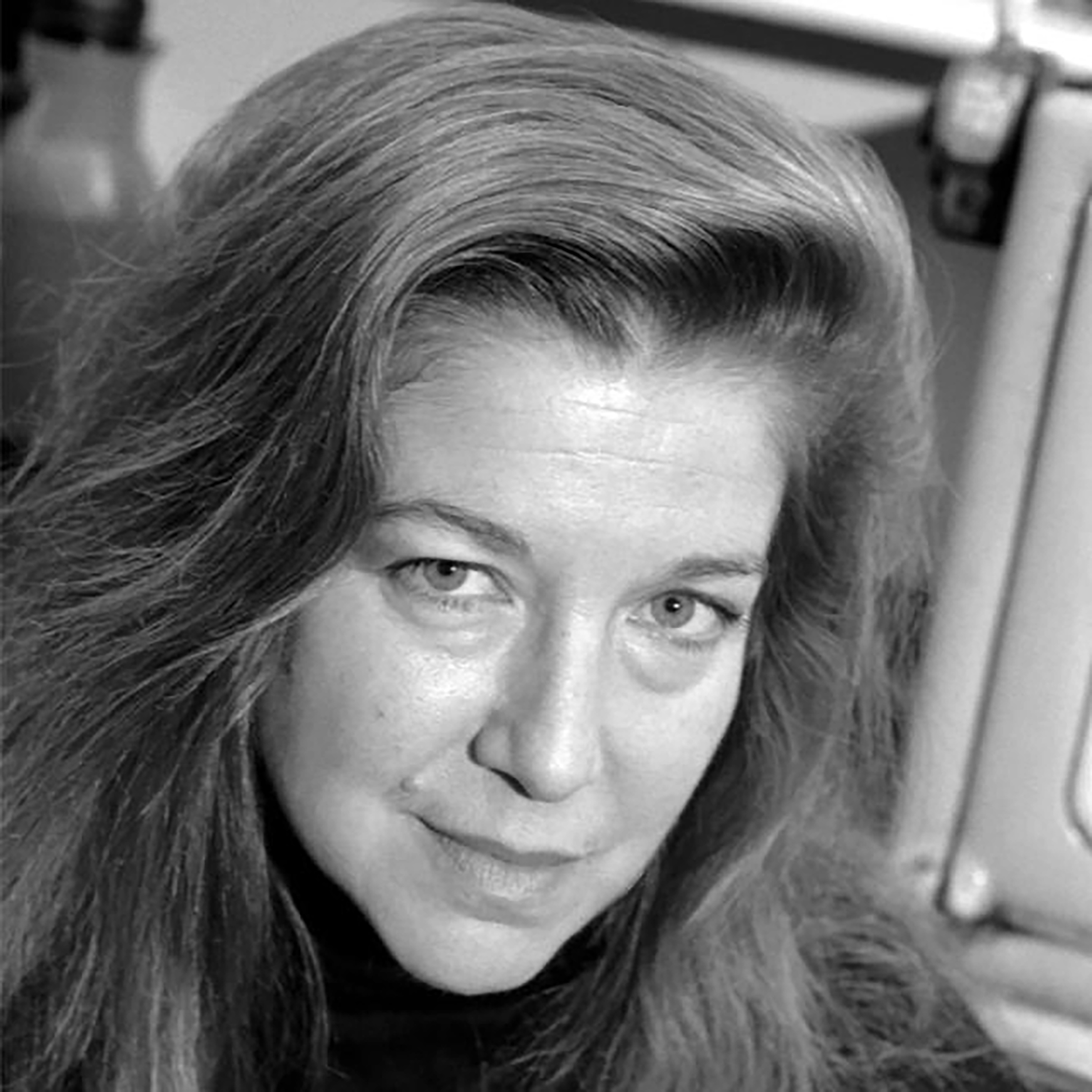
Joan Braderman.

Tras mudarse a Nueva York, DeLanda realizó varias películas experimentales entre 1975 y 1982, algunas como parte de un curso de licenciatura en la Escuela de Artes Visuales. Durante su estancia en ella, DeLanda estudió con la videoartista Joan Braderman, con quien contraería matrimonio en 1980 y colaboraría en varias obras (como Ismism [1979] y Raw Nerves [1980] de DeLanda, y Joan Does Dynasty [1986] de Braderman), antes de divorciarse en un momento indeterminado. Llegó a ser un ícono de la escena artística en Lower East Side.
Influenciadas por el movimiento No Wave, las películas de Super 8 y 16 mm de DeLanda también sirvieron como aproximaciones metódicas y teóricas a dicho formato. Las retiró de la circulación después de que se perdieran los negativos originales. Finalmente, en 2011, Anthology Film Archives las restauró y reeditó.
Mencionado por Nick Zedd en su Manifiesto del Cine de la Transgresión, DeLanda se asoció con muchos de los cineastas experimentales de este movimiento con sede en Nueva York. En 2010, apareció en el documental retrospectivo Blank City de Céline Danhier. Gran parte de su obra se inspiró en su incipiente interés por la filosofía continental, el psicoanálisis y la teoría crítica, siendo una de sus películas más conocidas Raw Nerves: A Lacanian Thriller (1980).
Tras pasar de la síntesis no determinista de la teoría baudrillardiana y deleuziana al estudio de las técnicas de mando y control y a las preocupaciones materialistas de los sistemas complejos y la vida artificial (incluidos los autómatas celulares), que eclipsaría más adelante en "Policing the Spectrum" (1986) (refundido más tarde en War in the Age of Intelligent Machines (1991)), DeLanda abandonaría a mediados de los 80's sus intereses por "las ideas postfreudianas del inconsciente... así como cualquier interés por la teoría del cine".

## Pensamiento

### Deleuze y el nuevo materialismo
DeLanda está fuertemente influenciado por el pensamiento de Gilles Deleuze y Félix Guattari. Es uno de los representantes del nuevo materialismo, reinterpretando y reelaborando la filosofía y los conceptos de Deleuze. DeLanda afirma que la ciencia puede estar al servicio de la filosofía siempre que esta sea materialista, pues la filosofía fenomenológica (en clave idealista) no lleva a nada más que a una especulación vacua de la realidad. Su nuevo materialismo aparece como una superación del materialismo dialéctico (decantándose por la autoorganización antes que por la dialéctica). La clarificación conceptual de Deleuze ha sido uno de sus intereses más acusados, particularmente en Intensive Science and Virtual Philosophy. Las pretensiones de DeLanda eran ofrecer un "Deleuze para científicos":

Al final de Ciencia intensiva hay un apéndice que es una especie de piedra Roseta de las palabras de Deleuze: libro por libro voy explicando lo que significa cada término. Y al final de ese apéndice toda su terminología loca termina teniendo sentido. Desgraciadamente, en muchos de sus libros (no todos) experimenta demasiado con la terminología. ¿Y para qué? Quién sabe, porque se condenó a muerte, en este país [Estados Unidos] Antiedipo es su libro más popular, y es el peor, nadie lo entiende y nadie jamás lo ha leído en los departamentos de filosofía. Los filósofos lo ignoran totalmente. ¿Cuál era la idea de escribir así? Hasta la fecha no lo entiendo. Yo creo que fue el espíritu del 68. Seguro Guattari le pasó un ácido a Deleuze. Pero la convergencia de la topología, la física de la autoorganización y las matemáticas diferenciales que explora Deleuze, y que es sobre lo que yo escribo en mi libro, es ciencia real y es filosofía muy seria.
Manuel DeLanda

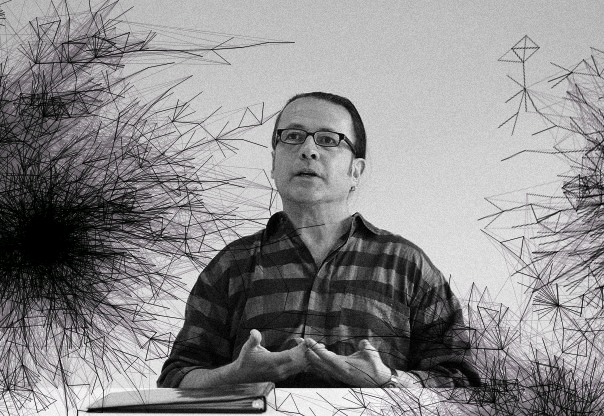
DeLanda, junto a Graham Harman, es pionero en la introducción del realismo a los debates de la "filosofía continental".

Para conocer la realidad, primero hay que estar conscientes de nuestra materialidad, haciéndola nuestra y comprendiéndola. La morfogénesis (del griego ‘morphê’, forma; y ‘génesis’, creación u origen) es, en su filosofía, la producción de estructuras estables surgidas de flujos materiales y representa un concepto fundamental para la comprensión de dicho materialismo.
Este nuevo tipo de materialismo se basa en los tres estados de la materia –que coexisten sin eliminarse mutuamente–, asegurando que el líquido es el más interesante, pues se reinventa, se autoorganiza, cambia y crea su propia forma. Esta idea también la aplica sobre la ética, la historia, el caos, la complejidad social y el arte.

### Los tres tipos de razonamiento
Pronunciándose en contra del uso y sacralización de un solo método, el científico, DeLanda habla de tres tipos de razonamiento o estrategias explicativas que en filosofía deberían usarse conjuntamente para una comprensión más clara y profunda de un sistema o fenómeno, pudiéndose aprehender planamente un sistema y su funcionamiento al proporcionar una visión no linear de su desarrollo.
- Pensamiento poblacional

Surgió con Darwin y Mendel y sus descubrimientos sobre selección natural y herencia genética. Este tipo de razonamiento se basa en el factor evolutivo de organismos o sistemas. La regla general que DeLanda utiliza para explicarlo es: “Cualquier población de replicadores variables emparentados con algún filtro conducen a la evolución”. Hay cuatro elementos clave dentro de esta forma particular de pensamiento. A saber:
1. Población: Se refiere a una comunidad reproductiva, es decir, con suficientes miembros para que la procreación sea aún viable.
2. Replicadores: Son los genes, los memes, y las normas, patrones de comportamiento transmitidos por obligación.
3. Variables: Fluctuaciones, cambios que permiten la evolución. Según DeLanda, no es posible que un sistema evolucione sin heterogeneidad. Hablando de animales, cuando un grupo se deja de reproducir con especímenes diferentes, la evolución cesará.
4. Filtros: Cualquier tipo de presiones aplicadas a dichos grupos, como depredadores, parásitos y otros de origen artificial.

Esta parte del método es utilizado por Deleuze para hablar de los fenómenos, sistemas o cosas en sí, no de sus orígenes, de su funcionamiento, ni comportamiento.
- Pensamiento intensivo

Proviene de la termodinámica, disciplina científica surgida en el siglo XVI que revolucionó la concepción de las máquinas, pues, a diferencia de los mecanismos de cuerda que hasta ese entonces habían existido, la moción y energía provenían de la máquina misma.
Este pensamiento parte del principio de que la energía es necesaria para el funcionamiento de todo. Esta, si es añadida a los factores propios del pensamiento poblacional, propiciará la morfogénesis, la creación de cuerpos biológicos y no biológicos en donde se dan intercambios de energía. 
Para explicar lo anterior, DeLanda retoma la distinción de las magnitudes en la termodinámica: las extensivas y las intensivas. Las primeras son divisibles (volumen, área, longitud, etc.), mientras que las segundas no (presión, temperatura, velocidad, densidad, concentración, etc.). Lo que las magnitudes intensivas aportan a este estudio, es que, cuando en éstas se producen diferencias, como lo sería el cambio de temperatura, se generan cambios y flujos en los procesos, movimiento. De esta forma, las diferencias intensivas funcionan como combustible no sólo en dichos procesos, sino también en otros de mayor escala, como en la historia, el clima, la economía y la evolución. 
Las propiedades o magnitudes intensivas también presentan umbrales o puntos críticos. El agua por ejemplo, presenta dos, al calentarse hasta los 100 °C y al enfriarse hasta los 0 °C: evaporación y solidificación. Son puntos en los cuales las variaciones en cantidad son también variaciones de cualidad, las cuales pueden desembocar en eventos morfogénicos. La dimensión intensiva del método es utilizada para explicar los orígenes de los entes.
- Pensamiento topológico

El pensamiento topológico es utilizado para calcular espacios de posibilidad, o sea, todo fin posible de una cosa en términos de cambios. Todo lo material posee capacidades y tendencias. Las capacidades pueden ser reales, en tanto que verdaderamente suceden, o virtuales, que no han sucedido ni en el paso ni el presente, pero tienen el potencial de suceder. Esta estructura del espacio de posibilidades puede ser representada gráficamente, por medio de los avances en la medición de espacios tridimensionales logrados por Friedrich Gauss y Bernhard Riemann. Por medio de un aditamento teórico, lograron deshacerse del plano cartesiano como referencia para la medición de dichos espacios, al utilizar como variable la curvatura inmediata y sus cambios. A este cambio de curvatura, DeLanda le llama “velocidad de devenir”, ya que, si la variedad se utiliza como método de representación, mostrará cómo los sistemas que con ella se calculan cambian y devienen en algo más. 
Los espacios fásicos juegan un importante papel en este modelo, ya que representan los espacios de estados posibles. Para lograr la representación primero se necesita identificar las variables relevantes que repercuten en el sistema. Un péndulo, en este caso, podría variar en velocidad y posición. Posteriormente se debe crear una variedad con tantas dimensiones como grados de libertad (variables) tenga el sistema para después, con puntos distribuidos en este espacio denominados series de estados (trayectorias formadas por “estados del sistema”, que representan puntos en el espacio de posibilidades), trazar el espacio de posibilidad completo; un espacio que dará posible respuesta al comportamiento de sistemas más complejos al acercarse estas trayectorias a los atractores ubicados en un punto de la variedad. Los atractores representan estados estables, de equilibrio o el casi equilibrio del sistema. Sin embargo, si a un sistema se le estudia desde su punto de equilibrio absoluto, no se desplegará su repertorio completo de capacidades virtuales.

## Obras más destacables

### War in the Age of Intelligent Machines (1991)
Primera publicación de Manuel DeLanda, en la cual estudia el entrelazamiento de la historia de la guerra y la tecnología a través de la utilización de armas y bombas inteligentes y su relación con la deshumanización de la guerra, la mistificación de tecnologías, la obsesión de la vigilancia y la conversión de los conflictos armados en entretenimiento.
De entre todas sus obras, es esta en la que resulta más evidente la influencia de la "French Theory", elaborada al calor de los insumos teóricos de intelectuales como Foucault, Deleuze y Braudrillard que tanto impactaron en la labor filosófica estadounidense en la segunda mitad del siglo XX. No obstante, la obra también cuenta con una enorme documentación en términos de historia militar y teoría de la guerra, recurriendo a los textos de intelectuales como William H. McNeill, Paul Keegan, Trevor N. Dupuy y Martin van Creveld, entre muchos otros.
Una de las principales preocupaciones de DeLanda es la emergencia e introducción de la inteligencia artificial en el complejo industrial-militar, cuya finalidad sería la erradicación completa y total del ser humano como agente implicado directamente en asuntos bélicos. Ante la perspectiva de una transferencia ciega de poder humano-máquina y la potencial amenaza de una dominación destructiva por parte de las inteligencias artificiales, DeLanda aboga por la descentralización de los sistemas de control y el apoyo al desarrollo de interfaces generadoras de simbiosis entre humanos y entidades maquínicas.

### A Thousand Years of Nonlinear History (1997)
El libro no es una crónica factual, sino una “filosofía profundamente histórica” que toma como tesis central que las estructuras que conforman nuestro mundo —montañas y ciudades, organismos y especies, lenguas e instituciones— son productos de procesos históricos específicos, y por tanto sólo se entienden como trayectorias dinámicas en interacción no lineal. Esta perspectiva se apoya en la ciencia de sistemas lejos del equilibrio: tras la revolución de Ilya Prigogine, la historia de los sistemas físicos y biológicos se describe en términos de atractores co-existentes (estáticos, periódicos, caóticos), transiciones críticas (bifurcaciones) y sensibilidad a fluctuaciones locales que “seleccionan” desenlaces, con lo cual la historicidad deja de ser una contingencia externa y pasa a ser una condición constitutiva de la estabilidad y el cambio. Así, comprender el estado actual de un sistema exige reconstruir las fluctuaciones y bifurcaciones de su pasado, y esta lógica —retroalimentación, autoorganización, no linealidad— vale tanto para flujos de energía en materia inerte como para poblaciones vivas y complejos socioculturales. En ese marco anti-teleológico, el libro propone leer un milenio (1000–2000 d. C.) como tres narrativas materiales —geológica, biológica y lingüística— que examinan, respectivamente, flujos energéticos e institucionales, flujos de alimento y genes, y flujos de signos y normas. 

Mil años de historia no lineal, el primer libro de DeLanda en ser traducido al español por Gedisa. Esta es la primera edición, salida el 2011; apareciendo en 2017 la segunda edición.

En la “historia geológica”, DeLanda articula una síntesis entre economía institucional y ciencias de la autoorganización: sustituir la noción lineal de “intercambio” por “transacción” introduce fricciones (costos, cuellos de botella, racionalidad limitada) y, con ellas, no linealidades persistentes en mercados reales; al mismo tiempo, bucles de realimentación entre tecnologías y organizaciones pueden cerrar ciclos autocatalíticos hasta volver autosostenible un ensamblaje tecno-institucional (la Revolución Industrial aparece así como un lazo de realimentación estabilizado). Esta dinámica se manifiesta con especial claridad en la morfogénesis urbana europea: frentes de intensificación energética (agrícola y luego hidráulica con molinos y martinetes) desatan explosiones de urbanización y “turbulencia” económica; donde la mezcla entre embonajes (meshworks) autoorganizados y jerarquías centralizadas favoreció la descentralización relativa, emergieron dinámicas de crecimiento autoestimuladas que, según Fernand Braudel y William H. McNeill, ayudan a explicar la ventaja occidental frente a espacios político-administrativos más homogéneos. Crucial aquí es la dialéctica entre mallas y jerarquías: mercados, burocracias y ciudades no son tipos puros, sino híbridos (jerarquías de embonajes; embonajes de jerarquías) en interacción continua, y su composición variable gobierna la posibilidad de carreras armamentistas tecnológicas, revoluciones comerciales y ritmos diferenciales de densificación institucional. 
La “historia biológica” reinterpreta la ciudad como ecosistema simplificado, atravesado por flujos orgánicos: el alimento que la mantiene viva proviene casi siempre del exterior y, con la expansión colonial, esos flujos se redirigen a gran escala, junto a flujos genéticos de plantas y animales domesticados (y de invasores persistentes como malezas y microorganismos) que reconfiguran paisajes ecológicos por mezcla, desplazamiento y sustitución parcial de acervos génicos; en términos epidemiológicos y demográficos, el contacto civilizatorio operó como una cadena trófica ampliada donde la guerra y los patógenos desestructuraron comunidades, abriendo su “incorporación” material y cultural a sistemas imperiales.
La “historia lingüística”, por su parte, sigue la acumulación y transformación urbana de materiales sonoros y sintácticos: frente a la rigidez de un latín escrito que deviene estructura “muerta”, los dialectos vernáculos —latín vulgar— funcionan como replicadores dinámicos que generan nuevas estructuras (lenguas romances) y, más tarde, se rigidifican por estandarización desde capitales regionales y nacionales; varias generaciones mediáticas —imprenta, medios de comunicación de masas, redes informáticas— modulan los regímenes de replicación y difusión, y la arquitectura muchos-a-muchos de Internet tiende a demasificar públicos y a recomponer comunidades lingüísticas distribuidas. En conjunto, estas capas muestran que la historicidad de lo social es inseparable de la termodinámica de sus flujos materiales y de la dinámica poblacional de sus replicadores (genes y memes), sin narrativas de progreso, sino como ensamblajes contingentes estabilizados en atractores socio-técnico-semióticos.

### Intensive Science and Virtual Philosophy (2002)
La apuesta de DeLanda es reconstruir a Gilles Deleuze para un público de filósofos analíticos y de las ciencias, asumiendo y defendiendo un realismo ontológico no esencialista: la identidad y la continuidad de las cosas no dependen de esencias trascendentes, sino de procesos dinámicos inmanentes. Con ese propósito, organiza el libro en un bloque de fundamentos formales y dos capítulos sobre la “actualización” espacial y temporal de lo virtual, rematados por una epistemología de problemas más que de leyes. Su objetivo es traducir el “mundo de Deleuze” (no sus palabras) a recursos argumentales y técnicos familiares para científicos y analíticos; y, a la vez, mostrar que ese mundo es realista sin recaer en esencias ni arquetipos, sustituyéndolas por mecanismos de individuación inmanentes de materia-energía. En consecuencia, la epistemología no debe centrarse en la mera “verdad” como correspondencia, sino en discriminar lo importante y lo significativo, formulando problemas bien planteados que capten distribuciones objetivas de lo singular/lo ordinario en espacios de posibilidades. El resultado es un mundo “abierto”, poblado por procesos divergentes que producen novedad, incompatible con cualquier foto fija de “hechos finales”.    
El capítulo 1 fija el andamiaje matemático de esa ontología: “multiplicidad” sustituye a “esencia”. Formalmente, una multiplicidad es una variedad (manifold) con número variable de dimensiones y, crucialmente, sin “dimensión suplementaria” que imponga desde fuera una unidad o coordenatización extrínseca, como mostraron Carl Friedrich Gauss y Bernhard Riemann al emancipar la geometría de su espacio de incrustación: una superficie (o espacio N-dimensional) es “un espacio en sí”, coordinatizable localmente y estudiable por cálculo diferencial (curvaturas, tasas de cambio). En el plano dinámico, la multiplicidad se puebla de campos vectoriales, singularidades, atractores y cuencas, componiendo un espacio de posibilidades que explica regularidades morfogenéticas sin reintroducir esencias (ahora desplazadas a “esencias de procesos”). La dinámica cualitativa entrega secuencias universales (independientes del sustrato) como la cascada que produce la secuencia conducción-convección-turbulencia, la cual DeLanda usa como paradigma de cómo lo virtual especifica rutas de diferenciación sin prescribir un mecanismo único de actualización.    
El capítulo 2 desarrolla la actualización en el espacio como génesis intensiva de la forma. DeLanda distingue rigurosamente entre propiedades intensivas y extensivas: las segundas se suman; las primeras se promedian y, sobre todo, crean flujos de materia/energía hasta extinguir gradientes (e,g., temperatura). Por eso las diferencias intensivas —no las diferencias cualitativas— son “positivas o productivas”: impulsan procesos que, al cruzar umbrales críticos, cambian cualidades y extensidades (i.e., transiciones de fase). El ejemplo canónico es la ya mencionada cascada conducción → convección → turbulencia en fluidos, o la batería de patrones revelada por el aparato de Couette-Taylor: cada régimen emerge en umbrales de control y se asocia a rupturas de simetría en el grupo del cilindro; lo formal (bifurcaciones, atractores) organiza un espacio de posibilidades, pero una explicación completa integra además mecanismos causales (gradientes de densidad por calentamiento, viscosidad/gravedad) que “seleccionan” realizaciones concretas. Así, lo intensivo especifica, rompiendo simetrías, familias de formas de equilibrio (burbujas, cristales) y formas lejos del equilibrio (celdas convectivas), sin abandonar la inmanencia material.    
El capítulo 3 traslada ese enfoque a la temporalidad. Contra la homogeneidad del “tiempo de relojería” de la mecánica clásica/mecánica relativista y la flecha del tiempo, DeLanda plantea una doble génesis: el tiempo extensivo (métrico) emerge de un anidamiento de osciladores con períodos característicos (desde el atómico hasta el cósmico), mientras que el tiempo intensivo se capta vía procesos de individuación de osciladores no lineales (bifurcación de Hopf, ciclos límite) y su sensibilidad a puntos singulares de fase: choques de intensidad/duración crítica pueden nacer o aniquilar ritmos. La sincronización (entrainment) muestra otra faceta intensiva: acoplamientos débiles pero críticos alinean ritmos internos con ciclos ambientales (e.g., ciclo día-noche, estaciones), o coordinan poblaciones, generando ensamblajes temporales colectivos; por eso una serie temporal no es una secuencia de instantes idénticos, sino una distribución de instantes singulares/ordinarios que revela su origen intensivo. La temporalidad intensiva, además, integra paralelismos (i.e., estructuras temporales coherentes a varias escalas) y acoplamientos de tasas de cambio (e.g., el desarrollo embrionario).     
El capítulo 4 reubica la epistemología en relación del estatus cognitivo que tienen las leyes de la naturaleza en nuestras explicaciones científicas: defiende pasar del modelo nomológico-deductivo de la explicación científica (que entiende a las leyes como verdades generales que subsumen fenómenos) a una epistemología de los problemas (que entiende las leyes como "problemas bien planteados"). ¿A qué se refiere con que las leyes son "problemas bien planteados"? Quiere decir que, en la epistemología de los problemas, lo que la tradición llamaba “ley” deja de ser una proposición universal y pasa a ser la formulación correcta de un problema: fijar los grados de libertad del sistema, construir su espacio de estados y capturar una distribución objetiva de lo importante/no importante, esto es, de lo singular y lo ordinario que estructura las posibilidades del fenómeno. Lo crucial es fijar grados de libertad y el “espacio de contraste”: una distribución objetiva de singularidades y cuencas que particiona posibilidades y guía explicaciones. Los factores cuasi-causales (atractores, bifurcaciones) son indispensables para las transiciones de régimen. DeLanda complementa este viraje con una imagen no axiomática de la práctica física: no hay “la teoría”, sino una población históricamente acumulada de modelos, revitalizada por el auge de la dinámica no lineal. En línea con Nancy Cartwright, sostiene que las llamadas “leyes fundamentales” conquistan su generalidad al precio de severas idealizaciones, de modo que sólo son estrictamente verdaderas bajo condiciones artificiales; por ello, los ensamblajes explicativos efectivos requieren correcciones y acoplamientos específicos que erosionan esa generalidad. La objetividad, con todo, no desaparece: las “leyes” se reconducen a distribuciones y a modelos anclados en problemas bien planteados.
Finalmente, el apéndice consolida un mapa terminológico que enlaza la reconstrucción de DeLanda con los léxicos variables de Deleuze. Allí se listan los componentes ontológicos y se explicita cómo traducir los términos deleuzianos a la gramática de las multiplicidades, los acoplamientos y las emisiones de signos que traman el continuo virtual no métrico. Esta cartografía culmina con una tesis fuerte: hay dos historicidades —la virtual y la actual— que se “hacen eco sin semejanza”. los individuos actuales son soluciones singulares de problemas virtuales históricamente articulados. Así, la propuesta completa une una ontología de procesos con una epistemología de problemas, donde lo que importa no es acumular verdades sino situar lo significativo en la distribución de singularidades que abre un mundo siempre inacabado.

### A New Philosophy of Society: Assemblage Theory and Social Complexity (2006)

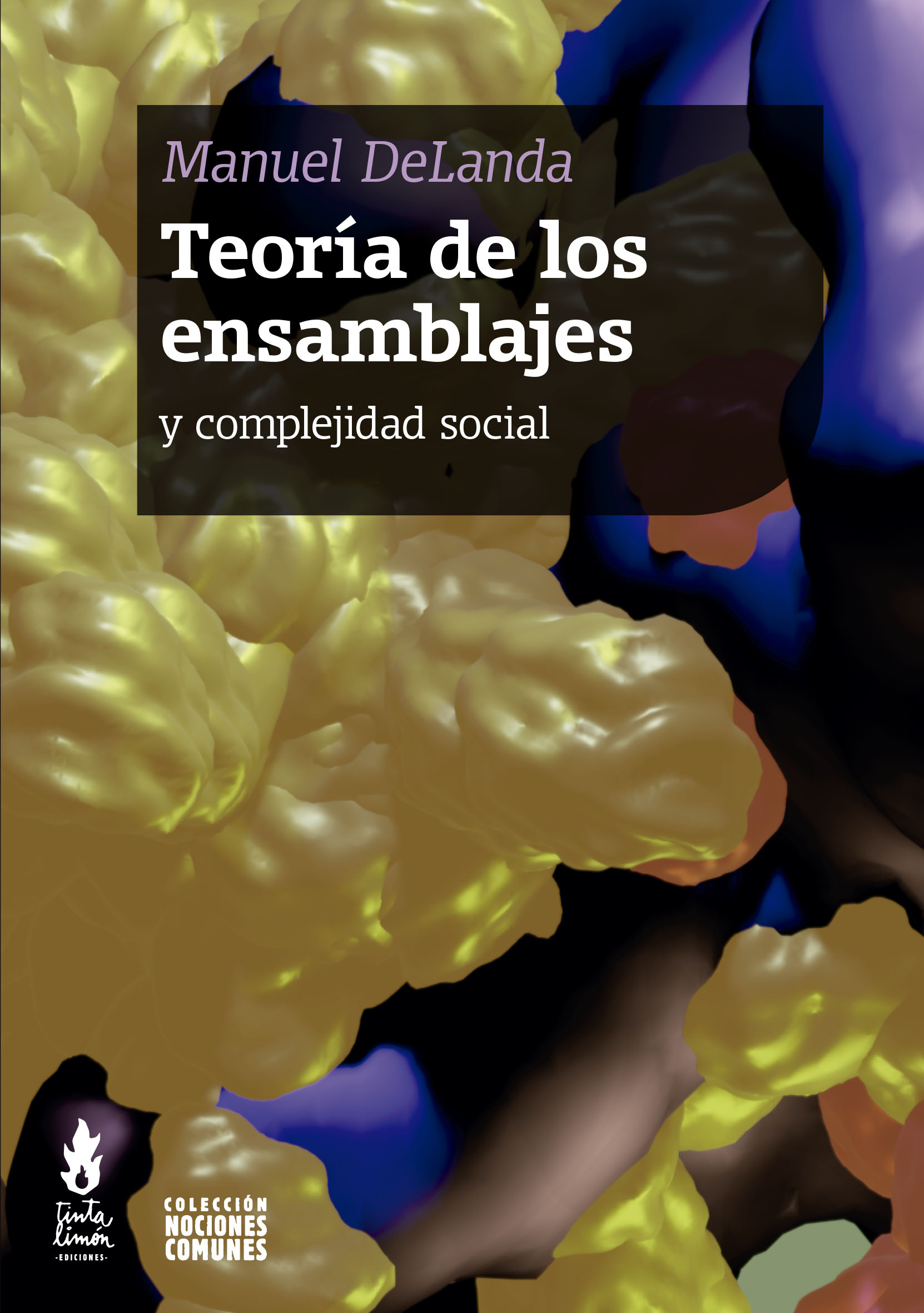
"Teoría de los ensamblajes y complejidad social", segundo libro de DeLanda traducido a habla hispana, editado en Argentina el 2021 por Tinta Limón.

Es un intento de DeLanda por desafiar el paradigma sociológico de realizar análisis fructíferos por medio de la reducción del estudio en pequeña y gran escala, o sea, desde las acciones particulares de los individuos hasta el comportamiento de las sociedades como un todo. Utiliza la teoría de ensamblajes de Deleuze para estudiar a las entidades sociales a todas las escalas. Más en particular, DeLanda introduce el concepto de ensamblaje para referirse a una entidad o sistema compuesto por múltiples componentes heterogéneos que se relacionan entre sí. Estos ensamblajes pueden variar en escala y complejidad, yendo desde ensamblajes biológicos y tecnológicos hasta ensamblajes sociales y culturales. Además, se enfatiza la agencia no solo como una propiedad de los seres humanos sino también como una propiedad emergente de los ensamblajes mismos. Los ensamblajes tienen una materialidad y una capacidad de actuar y afectar el mundo que los rodea. Cercano estaría el concepto de autopoiesis, que se refiere a la capacidad de los ensamblajes para mantener su organización y estructura a lo largo del tiempo.

### Philosophical Chemistry. Genealogy of a Scientific Field (2015)
Aquí DeLanda propone una ontología y una epistemología específicas para la química que no la subordinan ni a la física ni a una “Ciencia” abstracta, única y con mayúsculas. La introducción sitúa a la química como un campo con identidad ontológica y epistémica propia, frente al doble reduccionismo que la disuelve en:
- Relatos fisicalistas que la tratan como mera “aplicación” de la mecánica cuántica.
- Historias internalistas que la conciben como una progresión lineal de teorías.

DeLanda propone, en cambio, una genealogía materialista y no hilemórfica: los objetos químicos son ensamblajes multiescala con capacidades causales emergentes, estabilizados histórica y tecnológicamente por prácticas de medición, síntesis y modelización. La pregunta filosófica relevante no es “¿en qué ecuaciones últimas se traduce la química?”, sino “¿qué mecanismos, instrumentos, lenguajes formales y esquemas de clasificación han configurado espacios de posibilidad específicos para intervenir en lo material?”. De ahí su doble tesis: 
1. El realismo químico debe ser de medio alcance —centrado en mecanismos y capacidades en rangos de energía, tiempo y escala donde operan las prácticas químicas—.
2. La explicación en química opera poblacionalmente, a través de repertorios de modelos con grados de idealización variables (estequiométricos, estructurales, topológicos, estadísticos y cuántico-variacionales) que no se reducen uno a otro, sino que se acoplan por traducciones parciales, calibraciones metrológicas y restricciones cruzadas.

El capítulo 1 reconstruye la formación de un espacio de estados y de un espacio de clases propiamente químicos a partir de la revolución cuantitativa de fines del siglo XVIII y del XIX: balanzas, unidades y protocolos generan una metrología que vuelve operativa la conservación y hace conmensurables las composiciones químicas. La estequiometría configura superficies de viabilidad que constriñen las instancias de síntesis y análisis. La periodicidad, convertida en tabla y sistema, instituye un espacio clasificatorio con singularidades (huecos, series, anomalías) que guían la invención de entidades y la predicción de propiedades. En términos genealógicos, la materia química deviene inteligible no por deducción desde leyes universales, sino por la estabilización de cadenas operativas (instrumento-procedimiento-notación) que permiten aislar regularidades intensivas (e.g., electronegatividad, acidez), codificarlas en taxonomías útiles y traducirlas en reglas de diseño. La noción de valencia y sus grafismos estructurales (de August Kekulé a las fórmulas más desarrolladas posteriores) muestran cómo la representación es intervención: al fijar conectividades y restricciones combinatorias, los diagramas no sólo “describen” moléculas; delimitan recorridos sintéticos posibles en el espacio de reacciones. El resultado es una autonomía práctica: el químico razona y actúa con invariantes y restricciones propias (balances, equivalentes, series homólogas), que articulan causalidad composicional y organización funcional sin necesidad de descender, caso por caso, al microfundamento cuántico.
El capítulo 2 desplaza el foco a la estructura y al enlace, mostrando por qué la química no puede identificarse con una única imagen microestructural. Modelos de enlace de distinta granularidad —Lewis-Langmuir, valencia-resonancia, orbitales moleculares, campos de fuerza— no son versiones “más o menos verdaderas” de lo mismo, sino herramientas con dominios de validez parcialmente solapados que capturan regularidades geométricas, electrónicas y topológicas relevantes a escalas distintas (molecular, supramolecular, cristalina). La autonomía se refuerza en dos direcciones: 
- Hacia abajo, porque el acoplamiento multielectrónico y la complejidad computacional hacen impracticable derivar sistemáticamente patrones de reactividad sin esquemas intermedios de organización.
- Hacia arriba, porque fenómenos como la polimorfía cristalina, la autoensambladura supramolecular y la porosidad jerárquica de materiales ilustran restricciones colectivas que no “se dejan ver” a nivel de un par de orbitales.

DeLanda explicita aquí su ontología de capacidades: un complejo químico posee disposiciones a coordinar, catalizar o transportar carga que sólo se actualizan bajo condiciones de contorno específicas. Por eso, la explicación estructural en química es intrínsecamente mecanicista y sensible al contexto —articula organización interna y acoplamientos con el entorno—, antes que a un esquema nomológico-deductivo basado en leyes universales.
El capítulo 3 aborda la dinámica: termodinámica de procesos, cinética, redes de reacción y fenómenos fuera del equilibrio. La oposición clásica entre control termodinámico y control cinético se formaliza como geometrías alternativas del espacio de estados: la primera privilegia superficies de energía libre y estados estacionarios; la segunda, campos de flujo, cuellos de botella activacionales y trayectorias transitorias. La explicación química se vuelve aquí explícitamente no lineal: autocatálisis, oscilaciones (Belousov–Zhabotinsky), patrones de reacción-difusión, inhibiciones y realimentaciones positivas generan bifurcaciones y atractores que parten el espacio de posibilidades en cuencas separadas. En este registro, “mecanismo” ya no es una cadena lineal de pasos elementales, sino una arquitectura de interacciones que combina escalas (difusión/mezcla, activación molecular, transporte mesoscópico) y modalidades (heterogeneidad espacial, superficies catalíticas, confinamiento). La tesis de fondo es metodológica: las leyes termodinámicas y las ecuaciones maestras valen como condiciones de buen planteamiento (well-posedness) —acotación de variables de estado, conservación, balances—, mientras que la individuación de fenómenos concretos exige especificar espacios de contraste —parámetros que, al variarse, producen cambios cualitativos: temperatura, pH, fuerza iónica, tasas de aporte— y localizar al sistema en regiones de singularidades (umbrales de ignición, puntos de Hopf, regímenes de oscilación/caos). Así, la química dinámica muestra por qué los “principios” (las leyes) funcionan como restricciones generativas y no como dictados deductivos.
El capítulo 4 reubica la epistemología de la química. Siguiendo ideas ya esbozadas en Intensive Science and Virtual Philosophy, frente al ideal axiomático-nomológico DeLanda defiende un modelo problemático-modelístico. “Ley” ya no designa una generalización que subsume casos, sino una infraestructura matemática y metrológica que bien-plantea problemas: fija los grados de libertad pertinentes, las condiciones de contorno, las escalas relevantes y los parámetros de control que definen el espacio de contraste dentro del cual se vuelven inteligibles transiciones de régimen (singularidades, atractores, bifurcaciones) y mecanismos. "Explicar" es ubicar una trayectoria en ese espacio, mostrar cómo las restricciones (conservaciones, acoplamientos, simetrías rotas) canalizan comportamientos y, sobre todo, demostrar portabilidad del modelo mediante calibración, simulación y experimento (ajuste de constantes, sensibilidad a perturbaciones, robustez paramétrica). Por eso son claves las familias de modelos y la simulación por computador: desde cálculos cuánticos ‘desde primeros principios’ (sin ajustes empíricos) hasta modelos simplificados que agrupan átomos en bloques mayores: lo químico se conoce por encadenar niveles —lo atómico, lo molecular, lo mesoscópico (granos, poros, fibras)— a través de mapeos controlados y criterios de error, en lugar de forzar todo a una sola descripción. En términos metafísicos, el resultado es un realismo operativo sobre clases materiales: tipos químicos como “ácidos de Lewis”, “MOFs” (armazones metálico-orgánicos), “copolímeros en bloque” o “catalizadores de sitio único” se entienden como ensamblajes históricamente estabilizados con capacidades reproducibles bajo regímenes de práctica; no son esencias microestructurales únicas, pero tampoco meras convenciones. Con ello, la filosofía de la química se vuelve guía de diseño: una teoría es buena cuando hace buenos problemas, y un problema es bueno cuando cartografía rutas de intervención nuevas y seguras en el espacio de posibilidades.

### Assemblage Theory (2016)
Como desarrollo del texto anterior, vemos en Assemblage Theory una revisión pormenorizada y una refundición de la teoría de ensamblajes de Deleuze y Guattari. DeLanda utiliza esta teoría para definir y explorar ensamblajes en varias disciplinas, incluyendo la historia humana, la evolución del lenguaje, la tecnología bélica y la práctica científica. Los conceptos importantes utilizados para definir la construcción de los ensamblajes, como exterioridad versus interioridad, codificación, emergencia, singularidades, entidades históricas y territorialización, están todos definidos y establecidos en diferentes contextos históricos. Los ensamblajes mismos forman ensamblajes más grandes, creando una teoría de sistemas complejos. Sin embargo, la discusión de conceptos virtuales y el "diagrama" de un ensamblaje en capítulos posteriores comienza a desentrañar una enriquecida teoría de los ensamblajes.
La misión del texto es defender que la teoría de los ensamblajes tiene, en gran medida, éxito a la hora de definir y explicar las interrelaciones dinámicas entre la historia, los componentes y el todo que surge de ellos. Cimentada en una filosofía materialista, la idea de los ensamblajes proporciona una forma atractiva de construir las propiedades emergentes de un conjunto o sistema y la historia e individualidad del ensamblaje es clave para sus propiedades.

### Materialist Phenomenology. A Philosophy of Perception (2021)
En esta obra se pretende reconciliar al materialismo con la fenomenología. Es muy probable que este texto decepcione a quienes estén familiarizados con las anteriores contribuciones a la filosofía continental realizadas por el autor, en tanto que es el que se sitúa más cómodamente en la tradición de la filosofía analítica de la mente, junto a las obras de figuras tales como Daniel Dennett o Paul y Patricia Churchland, con quienes mantiene un intenso debate. Este hecho se acentúa más al notar la ausencia de muchos autores con los que cabría esperar que DeLanda se hubiera comprometido debido a su formación en filosofía continental, entre ellos Jean-Paul Sartre, Trần Đức Thảo, Michel Henry, Jacques Derrida y Maurice Merleau-Ponty.
Su tesis central es que la percepción tiene contenidos preconceptuales que no están cargados de teoría, contraviniendo así la perspectiva de una "naturaleza teórica de la percepción" que ha dominado la filosofía de la ciencia, especialmente en sus esferas más cercanas a la historia y sociología de las ciencias. La defensa de la objetividad de la percepción es solidaria con la motivación final de la filosofía de la mente de DeLanda, que es dotar a la neurociencia moderna - en sus propias palabras - de "la metafísica que necesita", gesta que busca llevar a cabo mediante el desarrollo de una nueva teoría de la percepción, resultado de una estrecha relación entre la neurociencia contemporánea, la teoría de sistemas y la ciencia de la inteligencia artificial; todo esto desde las coordenadas de un materialismo no reductivo, en clara oposición a la prominencia contemporánea de las filosofías epifenomenalistas, pampsiquistas y eliminativistas de la mente.

## Críticas a la propuesta delandiana
Algunas de las críticas más frecuentes depositadas sobre la filosofía de DeLanda son aquellas relacionadas con los argumentos que este ofrece para defender la realidad de las multiplicidades virtuales. Expresadas de forma elemental, podemos reconocer cuatro grandes momentos de las críticas dadas al trabajo de DeLanda:
- La propuesta delandiana es acusada de asumir, sin justificación, que las multiplicidades virtuales son reales.
- El concepto de atractor, utilizado e interpretado por DeLanda como la evidencia más sólida de que las multiplicidades son reales, se encuentra presente en teorías rivales, cuyo tratamiento del mismo pone en tela de juicio si su interpretación es la más adecuada.
- La teoría de la multiplicidad de DeLanda no está completamente libre de las acusaciones de platonismo matemático.
- Aunque DeLanda enfatiza la historicidad en su estudio ontológico de los entes, se le acusa de ignorar algunas consecuencias de la segunda ley de la termodinámica, que define la historicidad de todo el universo físico.

Hasok Chang, si bien reconoce el meritorio trabajo realizado por DeLanda en el ámbito de la filosofía de la química, hecha en falta un mayor dominio del "material histórico" de la química. La falta de colaboración con historiadores de la química experimentados le hace caer en errores con respecto a la interpretación de ciertos momentos clave de la historia de la química. Entre ellas, pueden destacarse:
- La idea de que los químicos trataban los gases como "incorpóreos".
- La noción repetida de que la afinidad química simple se basaba en la similitud.
- La idea de que los químicos del siglo XVIII podían pesar fácilmente sus materiales en el vacío.
- La designación de números "puros" en oposición a números "absolutos".
- El tratamiento confuso de las teorías radical y tipo.
- La sugerencia de que los químicos físicos de inicios del siglo XX consideraban de forma generalizada que las sustancias debían estar compuestas de formas de energía así como de sustancias materiales.
- La periodización histórica de las subdisciplinas químicas es demasiado forzada y conveniente.

DeLanda considera a los libros de texto de enseñanza de la química como expresiones de la práctica del consenso, lo cual tendría mucho sentido, pero solo si los libros de texto se seleccionan juiciosamente. Lamentablemente, y como señala Chang, DeLanda en ningún momento ofrece una explicación sobre qué criterio uso para escoger los libros de texto particulares para analizar, hecho que quita poder de convencimiento a sus conclusiones. No obstante, la crítica de Chang no es demoledora. Antes bien, es constructiva:

Una buena historia filosófica de la química podría y debería escribirse sobre el tipo de esquema que DeLanda ha proyectado aquí. Su libro no tiene éxito en la tarea real, pero espero que alguien sea capaz de desarrollarlo de manera constructiva. Tal como está, creo que el libro será más útil en manos de un lector que ya conoce bastante bien la historia de la química, que será capaz de reconocer y dejar de lado los errores históricos, al tiempo que aprecia las ideas filosóficas de DeLanda, como su respuesta intermedia al problema de la subdeterminación y su opinión de que tanto el positivismo como el constructivismo terminan con un tipo de convencionalismo improductivo. Un lector así también podrá ver qué nueva luz iluminadora se arroja sobre los hechos bien conocidos de la historia a través de la discusión original de DeLanda sobre ellos, como la forma en que el concepto de afinidad divergió en la química orgánica y la fisicoquímica (p. 67), y cómo la fisicoquímica convirtió el proceso de las reacciones en un objeto clave de la investigación química (p. 97).
Hasok Chang

## Libros publicados
- De Landa, M. (1991). War in the Age of Intelligent Machines. New York: Zone Books.
- De Landa, M. (1997). A Thousand Years of Nonlinear History. New York: Zone Books.
- de Landa, M. (1997). Netzwerke, Hierarchien und die Schnittstellen-Problematik. Meshworks, Hierarchies and the Question of the Interface. Bern: Benteli Verlag.
- DeLanda, M. (2006). A New Philosophy of Society. Assemblage Theory and Social Complexity. Gosport: Continuum.
- DeLanda, M. (2010). Deleuze. History and Science. New York and Dresden: Atropos Press.
- DeLanda, M. (2011). Philosophy and Simulation. The Emergence of Synthetic Reason. London and New York: Continuum.
- DeLanda, M. (2013). Intensive Science and Virtual Philosophy (Second ed.). London and New York: Bloomsbury Academic.
- DeLanda, M. (2015). Philosophical Chemistry. Genealogy of a Scientific Field. London and New York: Bloomsbury Academic.
- DeLanda, M. (2016). Assemblage Theory. Edinburgh: Edinburgh University Press.
- DeLanda, M. (2018). Ism Ism. (A. Lampert, & J. Klacsmann, Eds.) Longo: J&L Books and Anthology Film Archives.
- DeLanda, M. (2021). Materialist Phenomenology. A Philosophy of Perception. London: Bloomsbury Academic.
- DeLanda, M., & Harman, G. (2017). The Rise of Realism. Cambridge: Polity Press.

## Libros traducidos al español
A pesar de ser un autor de origen mexicano, su obra apenas cuenta con presencia en el ámbito hispano. Sólo recientemente su obra ha comenzado a ser traducida al español, encontrándose disponibles:
- De Landa, M. (2017). Mil años de historia no lineal (Segunda ed.). (C. De Landa Acosta, Trad.) Barcelona: Editorial Gedisa, S.A.
- DeLanda, M. (2021). Teoría de los ensamblajes y complejidad social. (C. De Landa Acosta, Trad.) Buenos Aires: Tinta Limón Ediciones.
- DeLanda, M. (2024). Ciencia intensiva y filosofía virtual. (P. Veas Orellana, S. Constanzo, G. Donoso, A. Maza, & C. S. Ubilla, Trads.) Buenos Aires: Tinta Limón Ediciones / Editorial Hiperstisión.

Afortunadamente, en la actualidad se ha visto un mayor interés por la obra de Manuel DeLanda en territorio hispano, particularmente en México, Argentina y Chile; lo cual auspicia la llegada de más traducciones de sus textos al español en los siguientes años.

## Artículos, entrevistas y capítulos en libros colectivos
- De Landa, M. (1984). Wittgenstein at the Movies. In P. Mellencamp (Ed.), Cinema histories, cinema practices (pp. 108-119). Los Angeles: The American Film Institute.
- De Landa, M. (1992). Virtual environments as intuition synthesisers. Retrieved from Collaboratory for Digital Discourse and Culture: https://www.cddc.vt.edu/host/delanda/pages/intuition.htm
- De Landa, M. (1993). Inorganic Life and Predatory Machines. In B. Boigon (Ed.), Culture Lab 1 (pp. 27-38). New York, United States: Princeton Architectural Press. Retrieved from Internet Archive: https://archive.org/details/culturelab10000cult
- De Landa, M. (1 de enero de 1995). Homes: Meshwork or Hierarchy? Retrieved from Mediamatic: https://www.mediamatic.net/en/page/8931/homes-meshwork-or-hierarchy
- de Landa, M. (1995). The Geology of Morals - A Neomaterialist Interpretation. Retrieved from FUTURE NON STOP: http://future-nonstop.org/c/818d3d85eca43d66ff0ebd1dfedda6e3
- de Landa, M. (1995). Uniformity and Variability - An Essay in the Philosophy of Matter. Retrieved from FUTURE NON STOP: http://future-nonstop.org/c/e5b1507b909bdeff19065774c5dae5ad
- de Landa, M. (1996). An Interview with Manuel de Landa. (K. Becker, & M. M., Interviewers) Retrieved from http://future-nonstop.org/c/bad189cc715b73b2e88626a072d17a64
- De Landa, M. (1996). Markets and Antimarkets in the World Economy. In S. Aronowitz, B. Martinsons, M. Menser, & J. Rich (Eds.), Technoscience and Cyberculture (pp. 181-194). London and New York: Routledge.
- de Landa, M. (1997). Las ciencias de la información y el poder. México, D.F., México: Universidad Nacional Autónoma de México.
- De Landa, M. (1998). Extensive Borderlines and Intensive Borderlines. In L. Woods, & E. Rehfeld (Eds.), BorderLine (pp. 18-24). New York, United States: Springer-Verlag/Wien and RIEAeuropa.
- De Landa, M. (20 de septiembre de 1998). Markets, Antimarkets, and the Internet. Retrieved from Nettime: http://amsterdam.nettime.org/Lists-Archives/nettime-l-9809/msg00087.html
- de Landa, M. (1998). Meshworks, Hierachies and Interfaces. Retrieved from FUTURE NON STOP: http://future-nonstop.org/c/365da226444cd45ed94ed999e203ece6
- De Landa, M. (1999). Deleuze, Diagrams, and the Open-Ended Becoming of the World. In E. Grosz (Ed.), Becomings: explorations in time, memory, and futures (pp. 29-41). Ithaca and New York: Cornell University Press.
- De Landa, M. (2000). Deleuze, Diagrams, and the Genesis of Form. Amerikastudien / American Studies, XLV(1), 33-41. Retrieved from https://www.jstor.org/stable/41157534
- De Landa, M. (2000). The nonlinear development of cities. Network Urbanism, OASE(53), 101-112. Retrieved from https://www.oasejournal.nl/en/Issues/53/TheNonlinearDevelopmentOfCities
- De Landa, M. (April de 2001). Filosofías del diseño. El caso de los programas de modelado. Verb Processing, 131-143.
- De Landa, M. (4 de julio de 2003). 1000 Years of War. Ctheory Interview with Manuel De Landa. (M. DeLanda, D. Ihde, C. Brunn Jensen, J. Friis Jorgersen, S. Mallavarapu, E. Mendieta, . . . J. S. Proveti, Interviewers) Retrieved from https://www.nettime.org/Lists-Archives/nettime-l-0307/msg00016.html
- De Landa, M. (2005). Virtual environments and the emergence of synthetic reason. In J. Broadhurst Dixon, & E. J. Cassidy (Eds.), Virtual futures. Cyberotics, technology and post-human pragmatism (pp. 85-102). London and New York: Routledge.
- De Landa, M. (2007). Deleuze and the Use of the Genetic Algorithm in Architecture. In W. W. Braham, J. A. Hale, & J. S. Sadar (Eds.), Rethinking Technology. A Reader in Architectural Theory (pp. 388-393). Routledge.
- de Landa, M. (2009, June). The Limits of Urban Simulation: An Interview with Manuel DeLanda. 50-55. (N. Leach, Interviewer) Architectural Design. doi:10.1002/ad.917
- de Landa, M. (24 de septiembre de 2010). The Importance of Imperfections. Retrieved from boiteaoutils became The Funambulist: http://boiteaoutils.blogspot.com/2010/09/importance-of-imperfections-by-manuel.html
- De Landa, M. (2012). Form-Finding through Simulated Evolution. In M. Voyatzaki, & C. Spiridonidis (Ed.), Rethinking the Human in Technology Driven Architecture (pp. 19-28). Thessaloniki: EAAE. Retrieved from http://www.enhsa.net/Publications/AR2011.pdf Archivado el 1 de marzo de 2022 en Wayback Machine.
- de Landa, M. (2012, April). Manuel de Landa in conversation with Timur Si-Qin. (T. Si-Qin, Interviewer) Retrieved from Timur Si-Qin: http://timursiqin.com/manuel-de-landa-in-conversation-with-timur-si-qin Archivado el 24 de mayo de 2022 en Wayback Machine.
- de Landa, M., & Garnett, J. (2001). Rocket Science. United States: Debs & Co.
- de Landa, M., Magali, A., Barry, J., Bauer, U. M., Cruz, T., Easterling, K., . . . Yard, S. (2007). Equilibrio dinámico: en busca de un terreno público (Primera ed.). (S. Yard, J. Dunn, M. Kjaer, S. del Castillo, M. E. González, M. Quiroz Luna, I. Galina, Edits., M. E. González, M. Cinta, C. Ranc Enríquez, F. Rogers, & P. Villeda, Trads.) San Diego: Installation Gallery. Obtenido de https://archive.org/details/equilibriodinami0000unse
- De Landa, M., Pauline, M., & Dery, M. (4 de enero de 1993). Out of Control. Retrieved from WIRED: https://www.wired.com/1993/04/out-of-control/
- DeLanda, M. (1988). Manuel DeLanda. A Critical Cinema. Interviews with Independent Filmmakers. (S. MacDonald, Interviewer, & S. MacDonald, Editor) Berkeley and Los Angeles: University of California Press.
- DeLanda, M. (1992). Nonorganic Life. In J. Crary, & S. Kwinter (Eds.), Incorporations (pp. 129-167). Zone Books.
- DeLanda, M. (1992). War in the Age of Intelligent Machines: An Interview with Manuel DeLanda. Public, 127-134. (A. Payne, Interviewer) Public Access. Retrieved from https://archive.org/details/violence0000unse_i5f0/page/n3/mode/2up
- DeLanda, M. (1994). Interview with Manuel DeLanda. (K. Pirc, Entrevistador) Obtenido de https://www.cddc.vt.edu/host/delanda/pages/interview_pirc.htm
- DeLanda, M. (1995). Virtual Environments and the Concept of Synergy. Leonardo, XXVIII(5), 357–360. doi:10.2307/1576218
- DeLanda, M. (1996). Markets and Anti-Markets. Retrieved from XENOPRAXIS: http://xenopraxis.net/readings/delanda_marketsandantimarkets.pdf
- DeLanda, M. (1997). THE MACHINIC PHYLUM. Retrieved from V2_ Lab for the Unstable Media: https://v2.nl/archive/articles/the-machinic-phylum
- DeLanda, M. (1998). Deleuze and the open-ended becoming of the world. Retrieved from Collaboratory for Digital Discourse and Culture: https://www.cddc.vt.edu/host/delanda/pages/becoming.htm
- DeLanda, M. (1999). Economics, Computers, and the War Machine. In T. Druckrey, & A. Electronica (Eds.), Ars Electronica: Facing the Future. A Survey of Two Decades (pp. 319-325). Cambridge and London: The MIT Press. Retrieved from https://archive.org/details/arselectronicafa0000unse_d9d5
- DeLanda, M. (1999). Immanence and Transcendence in the Genesis of Form. In I. Buchanan (Ed.), A deleuzian century? (pp. 119-134). Durham: Duke University Press.
- DeLanda, M. (2001). Open-Source: A Movement in Search of a Philosophy. Obtenido de Collaboratory for Digital Discourse and Culture: https://www.cddc.vt.edu/host/delanda/pages/opensource.htm
- DeLanda, M. (2003, September). Can Theories of Self-Organization Help Us Understand Human History? Retrieved from Researchgate: https://www.researchgate.net/publication/310645022_Theories_of_Self-Organization_and_Human_History
- DeLanda, M. (2003). The Archive Before and After Foucault. In J. Brouwer, & A. Mulder (Eds.), Information is Alive (pp. 8-13). Rotterdam: V2_/NAi Publishers. Retrieved from https://v2.nl/files/2017/pdf/information-is-alive-pdf-part-i
- DeLanda, M. (2004). Material Complexity. In N. Leach, T. David, & C. Williams (Eds.), Digital Tectonics (pp. 14-21). Wiley-Academy.
- DeLanda, M. (2004). Materiality: Anexact and Intense. In L. Spuybroek (Ed.), NOX: Machining Architecture (pp. 370-377). London, United Kingdom: Thames & Hudson.
- DeLanda, M. (2004). Philosophy as Intensive Science. In H. Carel, & D. Gamez (Eds.), What philosophy is (pp. 51-72). London; New York: Continuum.
- DeLanda, M. (2005). Beyond the Problematic of Legitimacy: Military Influences on Civilian Society. boundary 2, XXXII(1), 117-128. doi:10.1215/01903659-32-1-117
- DeLanda, M. (2005, February). Matter Matters. Retrieved from Reseachgate: https://www.researchgate.net/publication/311369961_Matter_Matters
- DeLanda, M. (2005). Space: Extensive and Intensive, Actual and Virtual. In I. Buchanan, & G. Lambert (Eds.), Deleuze and Space. Edinburgh: Edinburgh University Press.
- DeLanda, M. (2005). Vienna Out Of Equilibrium. Wien Aus Dem Gleichgewicht. In P. Noever (Ed.), Lebbeus Woods. System Wien (pp. 23-31). Hatje Cantz Publishers.
- DeLanda, M. (2006). Deleuze in phase space. In S. Duffy (Ed.), Virtual Mathematics. The Logic of Difference (pp. 235-247). Clinamen Press.
- DeLanda, M. (2006). Deleuzian Social Ontology and Assemblage Theory. In M. Fuglsang, & M. Sørensen (Eds.), Deleuze and the Social (pp. 250-266). Edinburgh University Press.
- DeLanda, M. (2007). La expresividad del espacio. En R. Lozanp-Hemmer (Ed.), Rafael Lozano-Hemmer. Algunas cosas pasan más veces que todo el tiempo. Some Things Happen More Often Than All of the Time (págs. 99-105). México: Turner. Obtenido de https://www.antimodular.com/texts/bibliography/articles_interviews_essays/somethings_happen_more_often_2007_md_spanish.pdf
- DeLanda, M. (2007). Material Elegance. Architectural Design, LXXVII(1), 18-23. doi:10.1002/ad.392
- DeLanda, M. (3 de diciembre de 2008). Building with Bone and Muscle. Retrieved from LEBBEUS WOODS: https://lebbeuswoods.wordpress.com/2008/12/03/manuel-delanda-matters-1/
- DeLanda, M. (2008). Deleuze, Materialism and Politics. In I. Buchanan, & N. Thoburn (Eds.), Deleuze and Politics (pp. 160-177). Edinburgh: Edinburgh University Press.
- DeLanda, M. (13 de diciembre de 2008). Events Producing Events. Retrieved from LEBBEUS WOODS: https://lebbeuswoods.wordpress.com/2008/12/13/manuel-delanda-matters-2/
- DeLanda, M. (2008). Hacia una nueva ontología de lo social. Manuel DeLanda en entrevista. 75-85. (I. Farías, Entrevistador) Persona y Sociedad. Obtenido de https://personaysociedad.uahurtado.cl/index.php/ps/article/view/159
- DeLanda, M. (2008, January). Molar Entities and Molecular Populations in Human History. Retrieved from Researchgate: https://www.researchgate.net/publication/297175986_Molar_entities_and_molecular_populations_in_human_history
- DeLanda, M. (23 de diciembre de 2008). One Dimension Lower. Retrieved from LEBBEUS WOODS: https://lebbeuswoods.wordpress.com/2008/12/23/manuel-delanda-matters-3/
- DeLanda, M. (2008). The Virtual Breeding of Sound. In P. D. Miller (Ed.), Sound unbound: sampling digital music and culture (pp. 219-226). Cambridge and London: The MIT Press.
- DeLanda, M. (2009). Agencements versus totalités. Multitudes, XXXIX(4), 137-144. doi:10.3917/mult.039.0137
- DeLanda, M. (2009). Ecology and Realist Ontology. In B. Herzogenrath (Ed.), Deleuze|Guattari & Ecology (pp. 23-41). Hampshire & New York: Palgrave Macmillan.
- DeLanda, M. (5 de enero de 2009). Material Expressivity. Retrieved from LEBBEUS WOODS: https://lebbeuswoods.wordpress.com/2009/01/05/manuel-delanda-matters-4/
- DeLanda, M. (30 de enero de 2009). Opportunities and Risks. Retrieved from LEBBEUS WOODS: https://lebbeuswoods.wordpress.com/2009/01/30/manuel-delanda-opportunities-and-risks/
- DeLanda, M. (27 de febrero de 2009). Smart Materials. Retrieved from LEBBEUS WOODS: https://lebbeuswoods.wordpress.com/2009/02/27/manuel-delanda-smart-materials/
- DeLanda, M. (2010). Afterword. The Metaphysics of Science. An Interview with Manuel DeLanda. The Force of the Virtual. Deleuze, Science, and Philosophy, 325-332. (P. Gaffney, Interviewer, & P. Gaffney, Editor) Minneapolis: University of Minnesota Press.
- DeLanda, M. (2010). Cities and Nations. In J. Hillier, & P. Healey (Eds.), The Ashgate Research Companion to Planning Theory. Conceptual Challenges for Spatial Planning (pp. 251-272). United Kingdom: Ashgate.
- DeLanda, M. (24 de marzo de 2010). Cooperación Virtual: entrevista con Manuel DeLanda. (G. Muñoz, Entrevistador) Obtenido de http://gerrypinturavisual.blogspot.com/2010/03/virtual-cooperacion-una-entrevista-con.html
- DeLanda, M. (27 de julio de 2010). Emergence. Retrieved from LEBBEUS WOODS: https://lebbeuswoods.wordpress.com/2010/07/27/manuel-delanda-emergence/
- DeLanda, M. (2010). Material(ism) for Architects: a Conversation with Manuel DeLanda. (C. Curti, Entrevistador) Cluster. Obtenido de http://www.cluster.eu/v4/wp-content/uploads/2010/11/material_ism_for_architects.pdf
- DeLanda, M. (2011). Emergence, Causality and Realism. In L. Bryant, N. Srnicek, & G. Harman (Eds.), The Speculative Turn: Continental Materialism and Realism (pp. 381-392). Melbourne, Australia: re.press.
- DeLanda, M. (10 de marzo de 2011). Entrevista a Manuel Delanda. Un filósofo tecnocientífico en el siglo hacker. (N. Yehya, Entrevistador) Obtenido de https://revistareplicante.com/entrevista-con-manuel-delanda/
- DeLanda, M. (2011). Real Virtuality. In A. Menges, & S. Ahlquist (Eds.), Computational Design Thinking (pp. 142-148). New York: John Wiley & Sons Inc.
- DeLanda, M. (2012, January). Deleuze, Mathematics, and Realist Ontology. In D. W. Smith, & H. Somers-Hall (Eds.), The Cambridge Companion to Deleuze (pp. 220-238). Cambridge & New York, United Kingdom & United States: Cambridge University Press.
- DeLanda, M. (2012). Interview with Manuel DeLanda. New Materialism: Interviews & Cartographies, 38-47. (R. Dolphijn, & I. van der Tuin, Interviewers) Open Humanities Press. Retrieved from https://quod.lib.umich.edu/o/ohp/11515701.0001.001
- DeLanda, M. (2012). The Role of Cities in the New Philosophy of History. In C. Spiridonidis, & M. Voyatzaki (Eds.), 14th Meeting of Heads of European Schools of Architecture. Doing more with less: Architectural Education in challenging times (pp. 23-34). Tessaloniki: EAAE. Retrieved from http://www.enhsa.net/Publications/HM2011.pdf Archivado el 1 de marzo de 2022 en Wayback Machine.
- DeLanda, M. (2012). The Use of Genetic Algorithms in Art. Retrieved from Researchgate: https://www.researchgate.net/publication/316418259_The_Use_of_Genetic_Algorithms_in_Art
- DeLanda, M. (2013). Ontological Commitments. Speculations(4), 71-73. Retrieved from https://punctumbooks.com/titles/speculations-4-speculative-realism/
- DeLanda, M. (2015). Nonlinear Causality and Far From Equilibrium Dynamics. In A. Yaneva, & A. Zaera-Polo (Eds.), What Is Cosmopolitical Design? Design, Nature and the Built Environment (pp. 33-38). Farnham & Burlington: ASHGATE.
- DeLanda, M. (2015, September). The New Materiality. (A. Menges, Ed.) Architectural Design, LXXXV(5), 16-21. doi:10.1002/ad.1948
- DeLanda, M. (2016). Parametrising the social. (P. Schumacher, Ed.) Architectural Design, LXXXVI(2), 124-127. https://doi.org/10.1002/ad.2033
- DeLanda, M. (2017, January). Causality and Meaning in the New Materialism. Retrieved from Researchgate: https://www.researchgate.net/publication/309992814_Causality_and_Meaning_Forthcoming
- DeLanda, M. (2017, July). Realism and the History of Chemistry. Foundations of Chemistry(19), 5-15. doi:10.1007/s10698-017-9274-7
- DeLanda, M. (2017, July). The Philosophy of Energy. Retrieved from Researchgate: https://www.researchgate.net/publication/310644943_The_Philosophy_of_Energy
- DeLanda, M., & Cox, C. (2015). Possibility Spaces. In C. Cox, J. Jaskey, & S. Malik (Eds.), Realism Materialism Art (pp. 87-96). Sternberg Press.
- DeLanda, M., & Protevi, J. (2005). Deleuzian Interrogations: A Conversation with Manuel DeLanda and John Protevi. 65-88. (T. Thanem, Interviewer) Tamara: Journal of Critical Postmodern Organization Science. Retrieved from https://www.researchgate.net/publication/241375747_Deleuzian_Interrogations_A_Conversation_with_Manuel_DeLanda_John_Protevi_and_Torkild_Thanem
- DeLanda, M., Harman, G., Erdman, D., & Kolatan, F. (2021). Manuel DeLanda and Graham Harman (PS12). In D. Erdman (Ed.), Pratt Sessions. Vol. 2 (pp. 46-C24). Applied Research & Design.